# Dubalgundi, Homnabad
Dubalgundi là một làng thuộc tehsil Homnabad, huyện Bidar, bang Karnataka, Ấn Độ.